# جان هيذر
جان هيذر (بالإنجليزية: Jean Heather)‏ (و. 1921 – 1995 م) هي ممثلة، وممثلة تلفزيونية من الولايات المتحدة الأمريكية . ولدت في أوماها، نبراسكا .
توفيت في لوس أنجلوس .

## روابط خارجية
- جان هيذر على موقع IMDb (الإنجليزية)
- جان هيذر على موقع تيرنر كلاسيك موفيز (الإنجليزية)
- جان هيذر على موقع أول موفي (الإنجليزية)
- جان هيذر على موقع قاعدة بيانات الأفلام السويدية (السويدية)
- جان هيذر على موقع قاعدة بيانات الفيلم (الإنجليزية)